# Bebelis pseudolignosa
Bebelis pseudolignosa là một loài bọ cánh cứng trong họ Cerambycidae.